# Адміністративна реформа
Адміністративна реформа — вид політико-правової реформи, яка здійснюється у сфері виконавчої влади і стосується як її організаційної структури, функцій, кадрового забезпечення, так і взаємовідносин з органами місцевого самоврядування.

Більш ширше тлумачення проблематики адміністративної реформи включає питання змін у організації та діяльності не тільки системи органів виконавчої влади, але й певною мірою судової гілки влади.

Третє тлумачення базується на розгляді системи органів виконавчої влади та системи органів місцевого самоврядування як єдиного цілого — системи публічної адміністрації.

## Приклади
- Адміністративна реформа Польщі (1999)
- Адміністративна реформа в Україні
- Адміністративна реформа в Російській Федерації
- Національний проект «Децентралізація»